# Jan Scherrer
Jan Scherrer (* 11. Juli 1994 in Wildhaus) ist ein Schweizer Snowboarder. Er startet in den Freestyledisziplinen.

## Werdegang
Scherrer nimmt seit 2005 an Wettbewerben der Ticket to Ride World Snowboard Tour teil. Dabei erreichte er im März 2007 mit dem dritten Platz im Slopestyle bei den Rookie Invaders in Kühtai  seine erste Podestplatzierung. Bei den Burton European Junior Open 2009 in Laax belegte er im Slopestyle und auf der Halfpipe den zweiten Rang. Sein erstes FIS-Weltcuprennen fuhr er im November 2009 in Saas-Fee, welches er auf dem 34. Rang im Halfpipe-Wettbewerb beendete. In der Saison 2010/11 errang er bei den Iceripper Junior-Open in Laax und beim O’Neill Evolution in Davos den dritten Platz auf der Halfpipe. Bei den Snowboard-Weltmeisterschaften 2011 in La Molina kam er auf der Halfpipe auf den 35. Platz. Im März 2011 erreichte er beim FIS-Weltcuprennen in Arosa mit dem zweiten Platz seine erste Podestplatzierung im Weltcup. Eine Woche später holte er bei den Snowboard-Juniorenweltmeisterschaften in Chiesa in Valmalenco die Bronzemedaille im Slopestyle. Bei den Snowboard-Weltmeisterschaften 2012 in Oslo belegte er den 36. Platz im Slopestyle und den 15. Rang im Halfpipe-Wettbewerb. Im Januar 2013 siegte er auf der Halfpipe beim O’Neill Evolution in Davos. In der Saison 2013/14 erreichte er beim Snowboard Jamboree und FIS-Weltcuprennen in Stoneham den zweiten Platz auf der Halfpipe. Bei seiner ersten Olympiateilnahme 2014 in Sotschi kam er auf den 19. Platz im Slopestyle und den 18. Rang auf der Halfpipe. Zum Saisonende wurde er Schweizer Meister im Slopestyle. Bei den Snowboard-Weltmeisterschaften 2015 am Kreischberg belegte er den zehnten Platz im Halfpipe-Wettbewerb. In der Saison 2015/16 errang er bei den Winter-X-Games 2016 den sechsten Platz und bei den X-Games Oslo 2016 den 17. Platz auf der Halfpipe. Nach Platz drei bei der US Revolution Tour in Copper Mountain zu Beginn der Saison 2016/17, errang er den vierten Platz bei den Laax Open 2017 und den 16. Platz bei den Burton US Open in Vail. Bei den Snowboard-Weltmeisterschaften 2017 in Sierra Nevada wurde er Zehnter. Im folgenden Jahr siegte er im Europacup in Laax und errang bei den Olympischen Winterspielen in Pyeongchang den neunten Platz.
In der Saison 2018/19 holte er im Secret Garden Skiresort seinen ersten Weltcupsieg und belegte zum Saisonende den sechsten Platz im Freestyle-Weltcup und den dritten Rang im Halfpipe-Weltcup. Beim Saisonhöhepunkt, den Snowboard-Weltmeisterschaften 2019 in Park City, wurde er Neunter. In der folgenden Saison errang er mit vier Top-Zehn-Platzierungen, den 11. Platz im Freestyle-Weltcup und den vierten Platz im Halfpipe-Weltcup. Zudem holte er bei den Winter-X-Games 2020 in Aspen die Bronzemedaille und belegte bei den Burton US Open den zweiten Platz. In der Saison 2020/21 wurde er bei den Winter-X-Games 2021 Siebter und holte bei den Snowboard-Weltmeisterschaften 2021 die Bronzemedaille. In der Saison 2021/22 errang Scherrer bei den Laax Open 2022 und beim Weltcup in Copper Mountain jeweils den zweiten Platz. Im Februar 2022 feierte er seinen bisher grössten Erfolg mit der Bronzemedaille in der Halfpipe bei den Olympischen Spielen 2022 in Peking. Die Saison beendete er auf dem dritten Platz im Halfpipe-Weltcup.

## Weltcupsiege
| Nr. | Datum             | Ort                     | Disziplin |
| --- | ----------------- | ----------------------- | --------- |
| 1.  | 21. Dezember 2018 | Secret Garden Skiresort | Halfpipe  |